# ESアワー ラジヲのおじかん
ESアワー ラジヲのおじかん（イーエスアワー ラジオのおじかん）はイーエス・エンターテインメント制作で2000年10月8日から2003年3月まで東海ラジオ放送で放送されていたラジオ番組。また、2002年2月1日から2002年3月29日には、ESアワー ラジヲのおじかん 増刊号が放送された。

## 概要
パーソナリティはバカボン鬼塚と、週代わりで女性声優陣より4名前後が出演、金田朋子と有島モユを筆頭に天然ボケな発言をした女性声優に、バカボン鬼塚がキツいツッコミを入れるのが恒例となっていた。
スポンサーはキングレコード、セブンシーズミュージック、ビクターインタラクティブソフトウェア（現 マーベラスインタラクティブ）。
2002年4月に、出演者の一部交代を含むリニューアルをおこなっている。
後番組は文化放送をキー局に同じくイーエス・エンターテインメント制作の『水樹奈々 スマイルギャング』がネットされた。
当番組には『センチメンタルグラフティ』のヒロイン役を務めた声優（牧島有希・豊嶋真千子・有島モユ）が出演しているが、その関係で牧島と共に「うさぎ組」を結成していた5人のうち、岡田純子を除く4人（岡本麻見・鈴木麗子・今野宏美・西口有香）が出演。牧島と共に5人で『夜はぷちぷちへなちょこラジオ』というコーナー番組を放送し、コーナー番組の名称にちなんでユニット『プチ☆ぷち』を結成していた。

## 放送時間
- 本編: 日曜日 22:30～23:00
- 増刊号: 金曜日 26:00～26:30

## パーソナリティ

### レギュラー
- バカボン鬼塚

### 準レギュラー
以下は全期間出演
- 有島モユ（番組開始時は有島もゆ名義）
- 水樹奈々

#### 2000年10月～2002年3月
- 金月真美
- 野田順子
- 豊嶋真千子
- 牧島有希

#### 2002年4月～2003年3月
- 金田朋子
- 神田朱未
- 野中藍

## 主なコーナー

### 2000年10月～2002年3月
めざせCDデビューへの道
前期のメインコーナー。出演者がセルフプロデュース（自前で作詞作曲の依頼など）し、オムニバスアルバム『VINTAGE』をリリースした。
今週のひとこと
番組冒頭で、バカボン鬼塚に指名された1人が、お題に答える。
あれこれ情報のおじかん
出演者の活動情報。
無記名ディスカッション
リスナーが出したアンケートに無記名で回答を書かせ、バカボン鬼塚が面白い回答を選んでトークする。無記名のはずが、バカボン鬼塚の誘導にひっかかって回答者がバレることも多かった。
あたかも交換小説
くじ引きで決めた順番に、6人で1本の小説を書く。
反省文のおじかん
無記名ディスカッションで自分の回答をバラしてしまうなど番組中で間抜けなことを言ってしまった出演者が、反省文を書かされ、ウェブで公開させられる。ほとんどの場合、有島モユだった。

### 2002年4月～2003年3月
めざせTV進出への道
後期のメインコーナー。TV出演を目指し、エチュード（即興劇）や企画作成をした。TV進出は果たせなかったが、オリジナルの演劇を舞台で披露した。
出演者合計クイズ
毎週の出演者数を1か月分合計した延べ人数を、リスナーが当てる。
取説
便利グッズを説明無しで見せ、使い方を考えさせる。コーナーの最後で次回のグッズが見せられる。2002年8月11日まで。
新 頭の体操
リスナーが出したお題に面白い回答をする。回答は事前に書いておき、バカボン鬼塚がいくつか選んでそれをネタにトークする。一番面白かった回答は模範回答者として表彰される。2002年8月18日から。
ESアワー ゲームのおじかん
有島モユと水樹奈々の別録りコーナー。ビクターインタラクティブソフトウェアのゲームを紹介する。しばしば同社の社員がゲスト出演した。

## CD

### VINTAGE
収録曲
1. Love You Forever（歌：金月真美）
  - 作詞・作曲：西脇唯
2. 輝きをあつめて（歌：野田順子）
  - 作詞：森川美穂 / 作曲：KOJIRO
3. NEVER SAY
  - 作詞・作曲・歌：豊嶋真千子
4. MOTHER
  - 作曲：和田薫 / 作詞・歌：有島モユ
5. 夢の足跡（歌：牧島有希）
  - 作詞：有森聡美 / 作曲：小熊ゆかり
6. TRANSMIGRATION [5:04]（歌：水樹奈々）
  - 作詞：奥井雅美 / 作曲：矢吹俊郎
7. ANJO A SONHAR（歌：ANTONIO BAKANO）
  - 作詞：ソニア / 作曲 ジョルジオ・ソン
8. Let's sing a song（歌：ARTISTS UNITED ES HOUR[メンバー 1]）
  - 作詞・作曲：野村義男
9. めざせ一等賞！（歌：プチ☆ぷち）
  - 作詞・作曲：佐藤準
10. あたかも交換小説「姫が行く」 （金月真美、野田順子、豊嶋真千子、有島モユ、牧島有希、水樹奈々）

初回特典封入CD
1. ESアワー ラジヲのおじかん あたかも交換小説『推理小説のおじかん』（8SSX-131）

### Believe 〜気づけばそこに〜
「Believe 〜気づけばそこに〜」（）は、金月真美、野田順子、豊嶋真千子、有島モユ、牧島有希、水樹奈々、バカボン鬼塚の1枚目のシングル。2001年10月30日にキングレコードから発売された。
収録曲
1. Believe 〜気づけばそこに〜 [?:]
  - 作曲：
  - ゲーム『リーヴェルファンタジア〜マリエルと妖精物語〜』オープニングテーマ
2. Smile Smile [?:]
  - 作曲：
  - ゲーム『リーヴェルファンタジア〜マリエルと妖精物語〜』イメージソング
3. Believe 〜気づけばそこに〜（カラオケ）
4. Smile Smile（カラオケ）

### ユニットメンバー
1. 1 2 3  金月真美、野田順子、豊嶋真千子、有島モユ、牧島有希、水樹奈々、バカボン鬼塚

| 東海ラジオ 日曜22:30～23:00                     | 東海ラジオ 日曜22:30～23:00      | 東海ラジオ 日曜22:30～23:00 |
| 前番組                                          | 番組名                           | 次番組                      |
| ----------------------------------------------- | -------------------------------- | --------------------------- |
| ラジオジュテーム ↓ 佐田玲子の夢はまだ平気ですか | ESアワー ラジヲのおじかん        | 水樹奈々 スマイルギャング   |
| 東海ラジオ 金曜26:00～26:30                     |                                  |                             |
| 城山未帆と内藤寛のCAN-DOLL                      | ESアワー ラジヲのおじかん 増刊号 | CLUB db                     |